# Muràtovo
Muràtovo (en rus: Муратово) és un poble de l'óblast de Vladímir, a Rússia, segons el cens del 2010 tenia 14 habitants. Pertany al districte municipal de Mélenki.